# 車前蕨
車前蕨（学名：Antrophyum henryi）为書帶蕨科車前蕨屬下的一个种。

## 扩展阅读
- 維基物種上的相關：車前蕨